# IJse

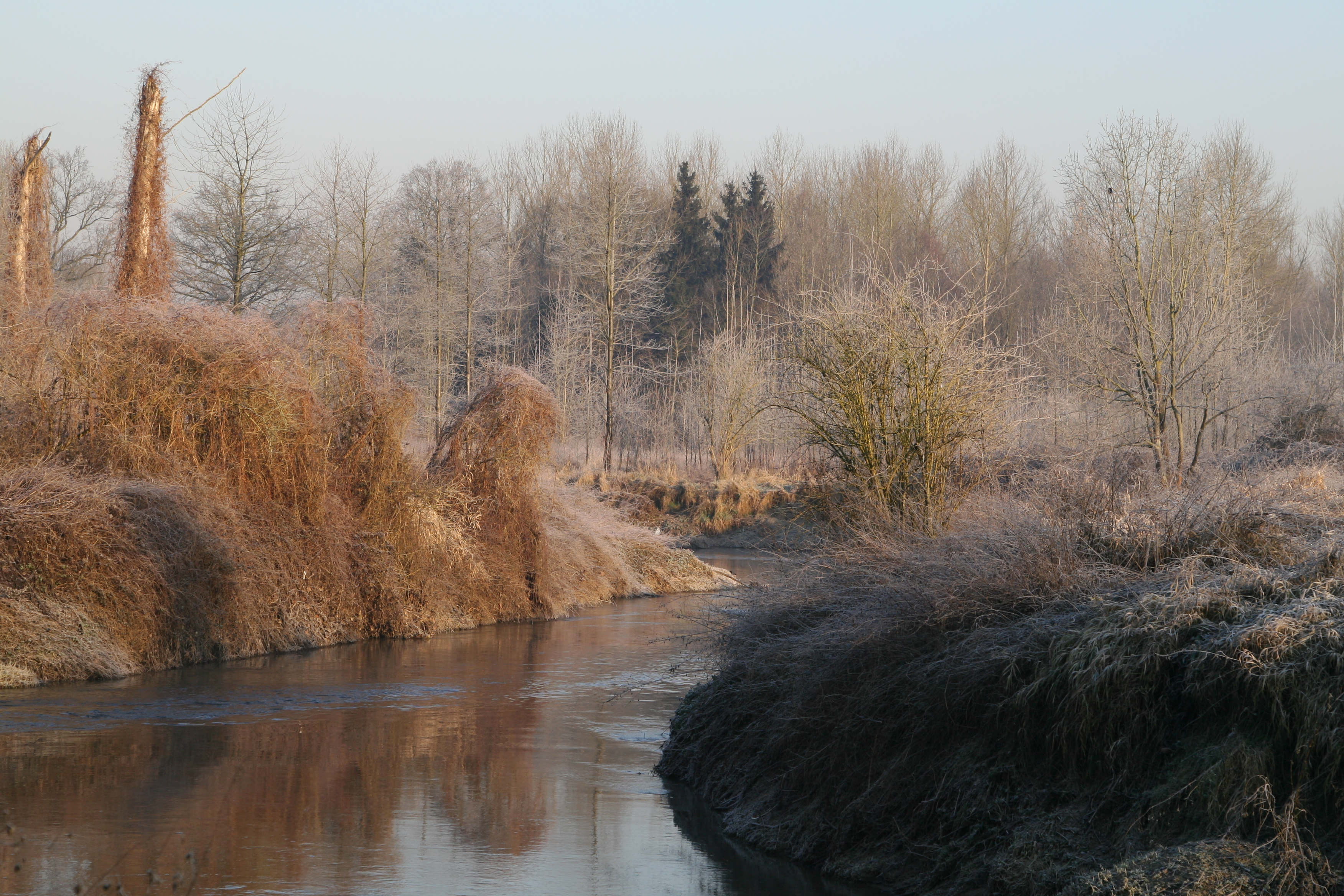
De samenvloeiing van de IJse en de Dijle

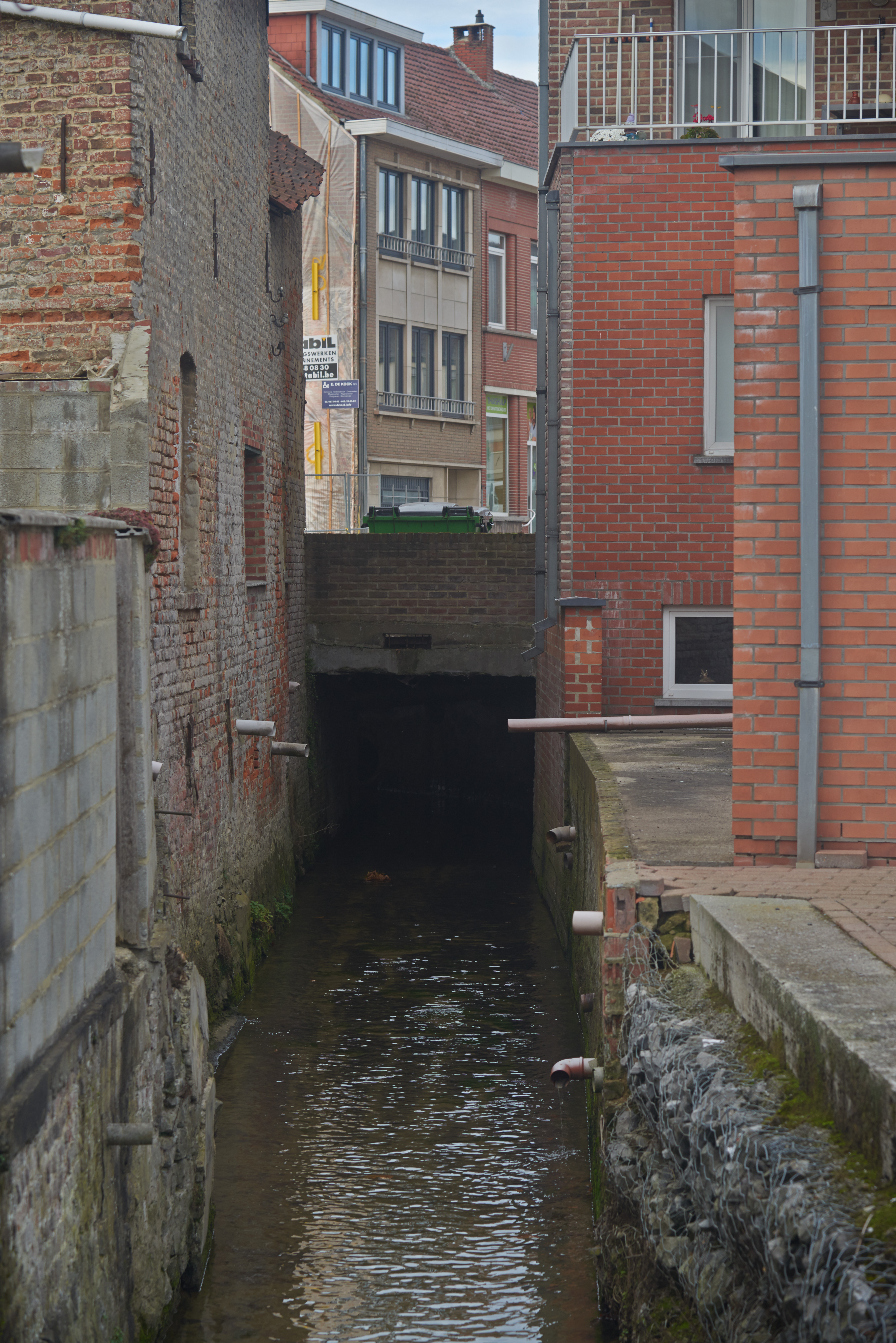
De IJse in het centrum van Huldenberg

De IJse is een zijrivier van de Dijle in het stroomgebied van de Schelde.
De bron ligt in het Zoniënwoud ten zuiden van Brussel op de grens van Sint-Genesius-Rode en Hoeilaart. Vlakbij, aan de Ganzepootvijver, hebben monniken ooit de priorij van Groenendaal gesticht.
In de vallei van de IJse liggen van bron tot monding: Hoeilaart, Overijse, Huldenberg, Loonbeek en Neerijse (2 deelgemeenten van Huldenberg). In het natuurgebied de Doode Bemde mondt de IJse uit in de Dijle.